# Дауд-паша (мутасарриф Ливана)
Дауд-паша́, или Карапет Артин-паша Давудян (араб. قره بت آرتين باشا داوديان‎; около 1816 или 1816, Стамбул — 1873 или неизвестно) — османский карьерный дипломат и первый мутасарриф (губернатор) Горного Ливана с 1861 по 1868 год.

## Биография

### Ранние годы
Родился в армянской католической семье в Константинополе около 1816 года.
Первоначальное образование получил во французском учебном заведении в Галате, закончил образование в Берлине. Согласно Мастерсу, он обучался во французской и османской школах.

### Карьера
Занимал дипломатические должности в Берлине и Вене от имени Османской империи. Находясь при турецком посольстве в Пруссии, написал книгу о Германии.
В 1857 году он стоял во главе цензурного ведомства в Константинополе, потом организовал телеграфное ведомство.

### Мутасарриф Горного Ливана
Когда в 1860 году французы положили конец долгой борьбе друзов с маронитами и международной комиссии было поручено образовать Ливанское губернаторство, Дауд принял участие в её работе и затем был назначен ливанским губернатором. Как христианин, Дауд удовлетворял главному условию, поставленному западными государствами, чтобы генерал-губернатор Ливана был христианского вероисповедания.
В ответ на возмущение европейских держав касаемо насилия друзов против христиан (маронитов) во время гражданской войны в Ливане в 1860 году османским правительством в 1861 году была создана новая административная структура — мутасаррифат (автономное губернаторство). Давуд-паша стал первым, кто занял должность управляющего мутасаррифатом. В 1861 году он был назначен мутасаррифом сроком на три года, получив титул визиря. В 1864 году его переназначили на пятилетний срок.
Дауд назначил новых начальников областей, определил налоги, провел много стратегических дорог и главным образом старался успокоить волновавшееся население Ливана.
Будучи мутасаррифом Давуд-паша столкнулся с оппозицией ливанских феодалов, которые были возмущены потерей власти, самым ярким из которых был маронит Юсуф Бек Карам. Несмотря на это, Давуд-паша смог наладить бесперебойную работу администрации. Ему обычно приписывают исполнение своих обязанностей и создание прецедента справедливого и непредвзятого правления.
По мнению ЭСБЕ, он сумел приобрести симпатии не только населения Ливана, но и соседних областей, домогавшихся присоединения к Ливанскому губернаторству. Это вызвало большие разногласия с генерал-губернатором Сирии, кончившиеся тем, что в 1868 году Дауд оставил свой пост.
По мнению Мастерса, амбиции Дауда привели к проблемам. Министерство иностранных дел Османской империи было обеспокоено его прямыми контактами с европейскими дипломатами и торговцами в Бейруте, в обход губернатора провинции. В 1868 году Дауд-паша подал в отставку, пытаясь заставить Порту дать ему больше власти, однако, к его удивлению, его отставка была принята.

### Поздние годы
После своей отставки Дауд-паша вернулся в Стамбул. Согласно ЭСБЕ, он занял должность министра торговли и публичных работ. Согласно Мастерсу, в Стамбуле Дауд-паша был назначен министром общественных работ. Впоследствии ему были предъявлены обвинения в коррупции, и он отправился в изгнание во Францию.
Умер во Франции в 1873 году.